# Kościół św. Szczepana w Krakowie
Kościół św. Szczepana – zabytkowy rzymskokatolicki kościół parafialny znajdujący się w Krakowie w dzielnicy V Krowodrza przy ulicy Henryka Sienkiewicza 19, na Nowej Wsi.
Zbudowany został w latach 1933–1938 według projektu architekta Zdzisława Mączeńskiego w stylu modernizmu XX-lecia międzywojennego.
Podzielony na trzy nawy wsparte na ośmiu filarach. Nad skrzyżowaniem transeptu i nawy głównej okrągła kopuła z latarnią. Obok ołtarza głównego z rzeźbą patrona św. Szczepana, męczennika, posiada cztery ołtarze boczne: Matki Bożej, Serca Jezusowego, Miłosierdzia Bożego i św. Józefa. Budowę kościoła finansowano z kredytów bankowych, składek parafian oraz ze sprzedaży majątku rodzinnego proboszcza i budowniczego kościoła księdza Andrzeja Molińskiego. Nazwiska najhojniejszych uwiecznione zostały na witrażach i ołtarzach. Fundatorem jednego z witraży był ojciec kardynała Franciszka Macharskiego. Sprofanowany przez Niemców w czasie II wojny światowej kościół został rekonsekrowany w 1959 r. przez biskupa Karola Wojtyłę.
Wśród przedmiotów stanowiących wyposażenie świątyni znajdują się zabytki pochodzące ze starego wyburzonego kościoła św. Szczepana. Należą do nich: obraz Męczeństwo św. Szczepana (z przełomu XVI i XVII w., przypisywany przez niektórych Hansowi von Aachen), obraz Matki Bożej Pocieszenia z XVI wieku wraz z ołtarzem, pochodząca z 1425 r. brązowa chrzcielnica oraz relikwiarze śś. Urszuli i Szczepana.

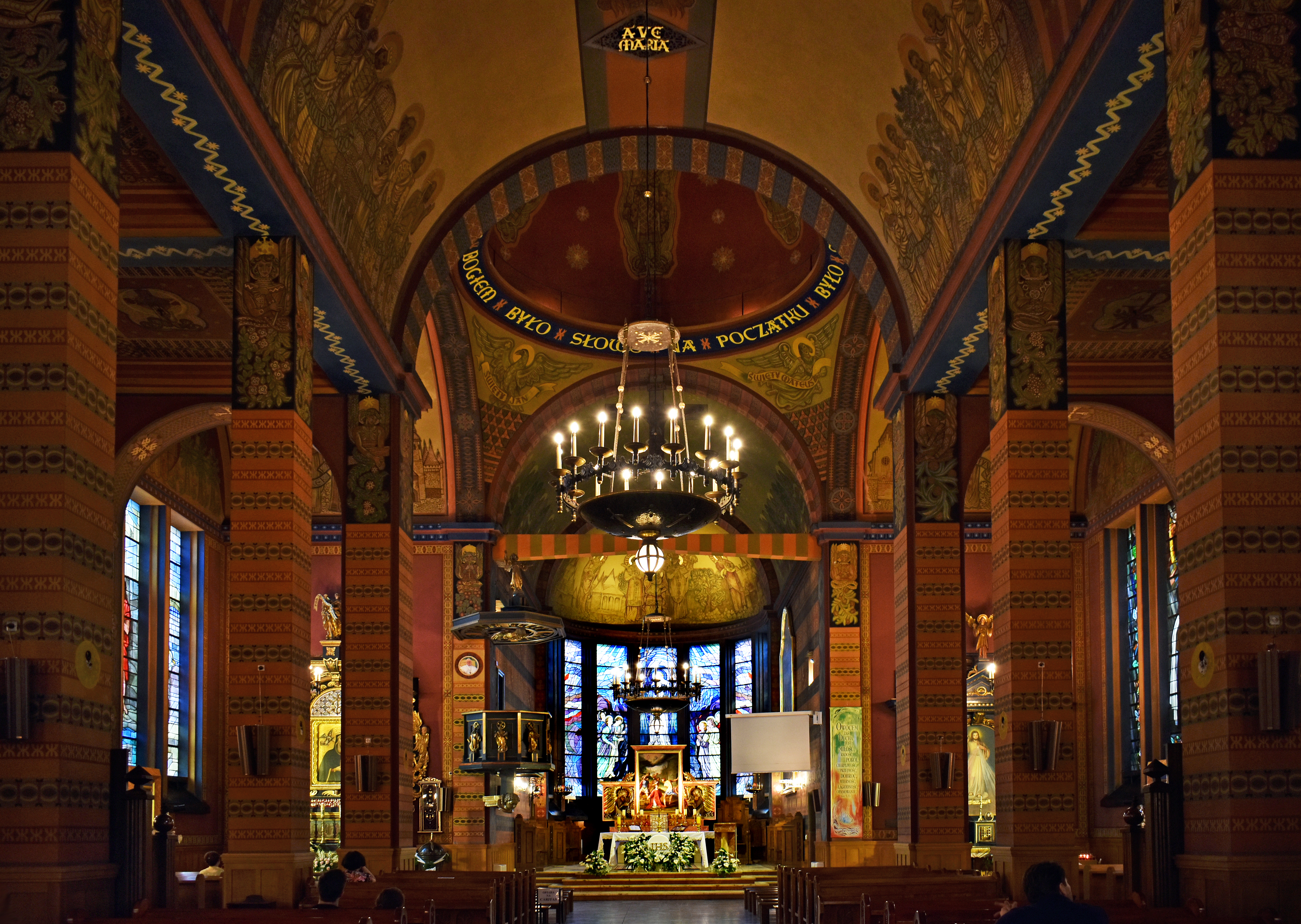
Wnętrze kościoła
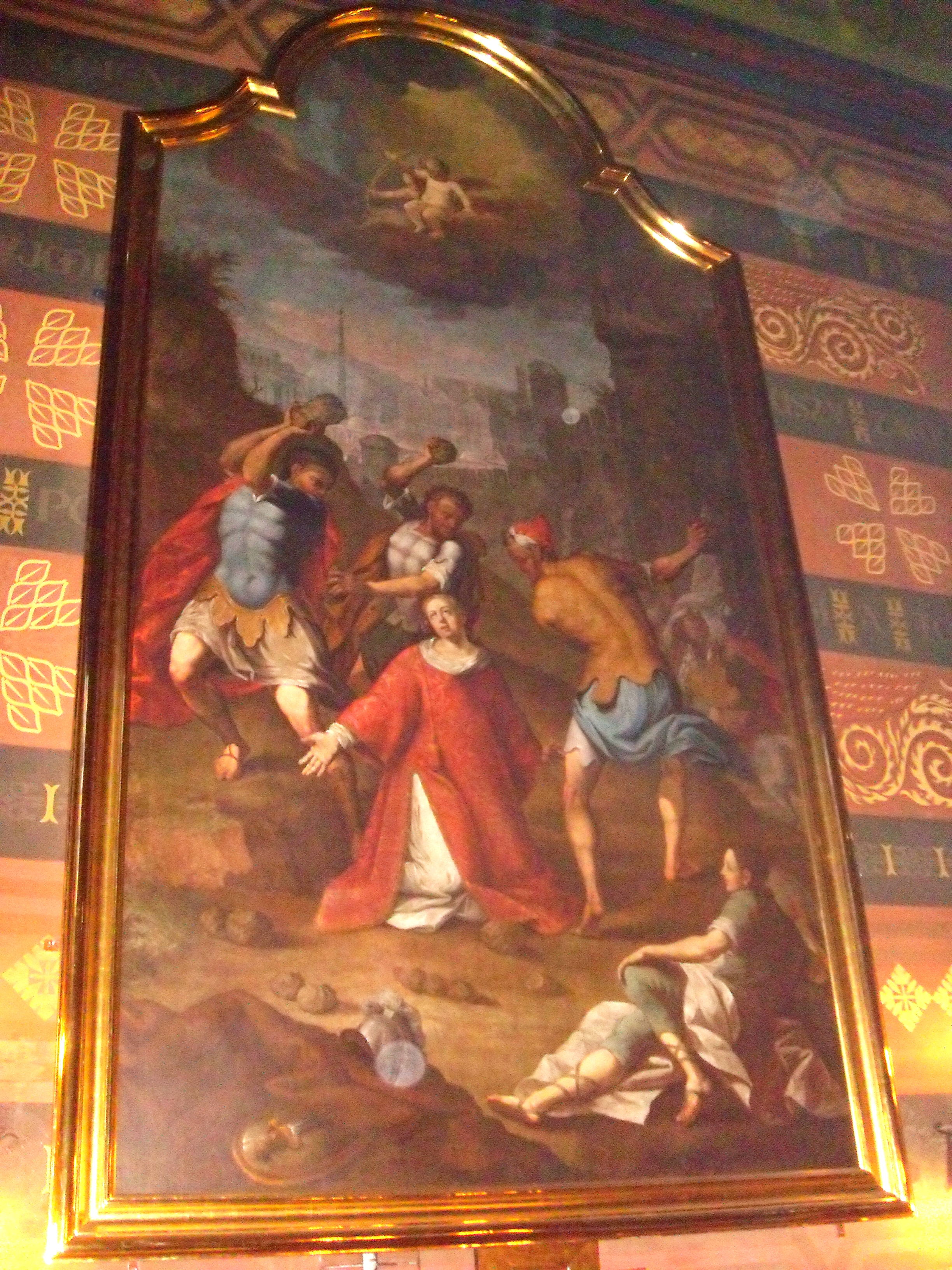
Męczeństwo św. Szczepana – obraz pochodzący z nieistniejącego kościoła św. Szczepana